# António de Andrade
António de Andrade (1580–19. března 1634) byl portugalský jezuitský misionář.

## Život
Narodil se v portugalském městě Oleiros. Do jezuitského řádu vstoupil v roce 1596 a o čtyři roky později odjel s dalšími osmnácti jezuity do Indie. Tam se věnoval misijní činnosti, roku 1624 opustil Ágru a vydal se do Dillí. Z Dillí pak zamířil přes Šrínagar a Himálaj do Tibetu. Došel až do Cabrangu, ještě téhož roku se však vrátil a o své návštěvě Tibetu sepsal knihu Novo Descobrimento de Gram Cathayo on Reinos de Tibet. Z pera Antónia de Andradeho pak pochází vůbec první autentické zprávy o Tibetu. Po napsání knihy se navrátil zpět do Cabrangu. Tamější panovník mu byl sice nakloněn, avšak v roce 1630 se moci ve zdejší oblasti chopil jiný panovník, který křesťanské misionáře nechal vyhostit. Pro tuto chvíli tak jezuitská misie v Tibetu skončila.